# Saint-Clément-Rancoudray
Saint-Clément-Rancoudray is een gemeente in het Franse departement Manche (regio Normandië) en telt 541 inwoners (2005). De plaats maakt deel uit van het arrondissement Avranches.

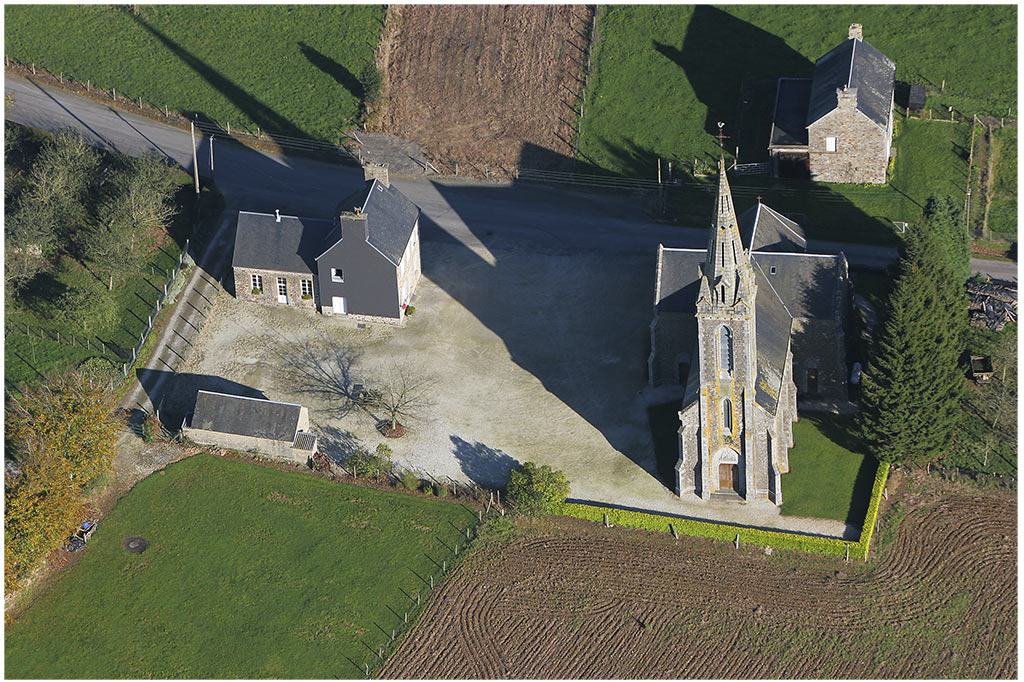
Luchtfoto
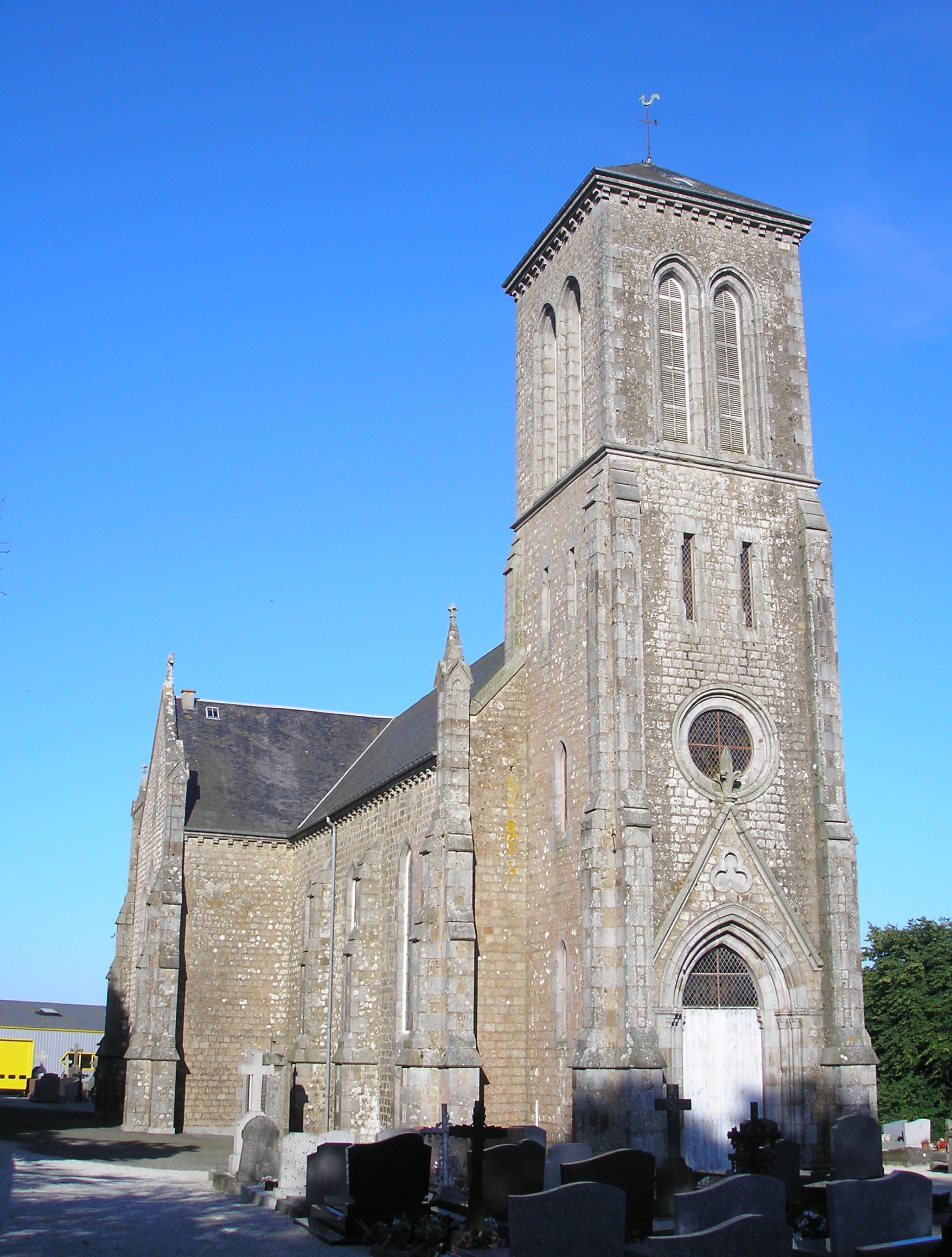
Kerk van Saint-Clément-Rancoudray

## Geografie
De oppervlakte van Saint-Clément-Rancoudray bedraagt 31,8 km², de bevolkingsdichtheid is 17,0 inwoners per km².
De onderstaande kaart toont de ligging van Saint-Clément-Rancoudray met de belangrijkste infrastructuur en aangrenzende gemeenten.

## Demografie
Onderstaande figuur toont het verloop van het inwonertal (bron: INSEE-tellingen).

1. ↑  Populations de référence 2022.